# Pietro Raimondi
Pietro Raimondi, italijanski skladatelj in pedagog, * 20. december 1786, Rim, † 30. oktober 1853, Rim.
Čeprav je bil Raimondi najbolj znan kot operni skladatelj in skladatelj sakralne glasbe, je bil tudi inovator in mojster na področju kontrapunktične tehnike.